# مايكل كوخ
مايكل كوخ (بالألمانية: Michael Koch)‏ هو لاعب كرة سلة ألماني سابق.

## الميداليات
| الميدالية | المسابقة                         |
| --------- | -------------------------------- |
| ذهبية     | بطولة أمم أوروبا لكرة السلة 1993 |

## روابط خارجية
- مايكل كوخ على موقع الاتحاد الدولي لكرة السلة (الإنجليزية)
- مايكل كوخ على موقع كرة السلة الأوروبية.كوم (الإنجليزية)
- مايكل كوخ على موقع ريلجم (الإنجليزية)
- مايكل كوخ على موقع بروبوليرز (الإنجليزية)